# Северные комбайны Анвельта и Григорьева
Северные комбайны Анвельта и Григорьева (СКАГ) — марка прицепных безмоторных зерноуборочных комбайнов, создававшихся в СССР изобретателями колхоза «Новая победа» (позже «Октябрь», Кингисеппский район Ленинградской области) Юрием Яновичем Анвельтом и Михаилом Ивановичем Григорьевым. Известно, что в колхозе они занимали должности счетовода и председателя, некоторое время работали в Северо-западном НИИ механизации и электрификации сельского хозяйства (Ленинград).
Северные комбайны Анвельта и Григорьева производились в 1929—1941 года на заводах НИИ механизации сельского хозяйства, «Красная вагранка» (ныне Ленпродмаш), Литейно-механическом заводе им. Котлякова и на Люберецком заводе сельскохозяйственных машин им. Ухтомского. Некоторые модели изобретатели конструировали вместе, некоторые отдельно. Из всех моделей крупносерийно выпускался только комбайн СКАГ-5А.
СКАГ предназначались для однофазной уборки зерна в северо-западных районах СССР, где выпадает в 2-3 раза больше осадков, ниже температура и выше влажность зерна во время уборки, убираемые участки характеризуются чаще всего небольшими размерами.

## СКАГ-1
СКАГ-1 построен в 1929 году на базе конной сноповязалки, испытывался и применялся в 1929—1931 годах в колхозе.
СКАГ-1 двигался на двух колёсах, третьей точкой опоры служила точка прицепа к трактору. Схема работы: срезанные стебли перемещаются платформенным и подъёмным транспортёрами, а также битером под молотильный барабан, обмолачивающий стебли на деке, далее они перемещаются к другим барабанам; стебли перетряхиваются на изогнутой решётке и выбрасываются последним барабаном наружу; зерно, мякина и мелкий ворох попадают на сортировальное решето. Зерно проваливается по доскам на шнек и перемещается элеватором в ковш. Важные технические характеристики: ширина захвата — 1,5 м, вес — 800 кг, ширина молотилки — 1200 мм. СКАГ-1 работал с трактором Фордзон-Путиловец.
При создании всех комбайнов СКАГ использовалось большинство принципов работы и строения СКАГ-1, а именно: низкий срез длинносоломистых хлебов, что в северных районах снижает потери зерна от жатвенной части; регулировка на ходу положения мотовила относительно режущего аппарата для приспособления к постоянно меняющемуся состоянию хлебостоя; прямоточная подача срезанной влажной массы в молотильный аппарат в целях предотвращения постоянных задержек работы; обмолот влажных длинносоломистых (например, рожь) и труднообмолачиваемых (пшеница, ячмень) хлебов клинцовым молотильным аппаратом с выделением большей массы зерна через регулируемое решётчатое подбарабанье; изымание оставшегося в мокрой обмолоченной соломе зерна при помощи прочёсывания вращающимися над изогнутой решёткой барабанами, снабжёнными молотильными штифтами; транспортировка влажного вороха ступенчатыми скатными досками, после чего ворох предварительно очищается на продуваемом ступенчатом решете, полная же очистка на неровном рельефе затруднена, а, применяя неполную, можно доставить в хозяйство много половы; приём зерна в мешки через резервный бункер небольшой ёмкости с разгрузкой мешков на ходу, мешки собираются в идущую сзади комбайна подводу, что исключает простои комбайна, уменьшает его вес и расход энергии на перекаты по полю; перевод комбайна в транспортное положение без разборки, ширина комбайна значительно сокращается, что даёт возможность перевозки по узким дорогам, мостам; безмоторность — механизмы комбайна приводятся в движение буксирующим трактором.

## СКАГ-2
В 1931 году образец СКАГ-1 был модернизирован: ширина захвата жнеи увеличилась до 2,1 м, воздушная швырялка заменена ленточным скребковым элеватором, загущены решётки соломочёсов. Модификация получила наименование СКАГ-2. Комбайн испытывался в колхозе в 1932—1933 года. Работал как и первая модель с трактором Фордзон-Путиловец.

## СКАГ-4
2 штуки СКАГ-4 изготовлены в 1933 году на заводе НИИ механизации сельского хозяйства, что под Москвой. Работал с трактором СХТЗ 15/30. В новой модели увеличены размеры барабана, соломочёсов, вентилятора, главного колеса, зубчатая передача к мотовилу заменена карданной, сделан червячный механизм подъёма комбайна вместо реечного, вес комбайна увеличился до 1800 кг.

## СКАГ-5
5 штук СКАГ-5 изготовлены в 1934 году на заводе НИИ механизации сельского хозяйства. Работал с трактором СХТЗ 15/30.

### СКАГ-5А
СКАГ-5А — единственная модель СКАГ, производившаяся серийно. Впервые изготовлен в количестве 15 штук в 1935 году на ленинградском заводе «Красная вагранка» (сейчас Ленпродмаш), крупносерийно производился на Люберецком заводе сельскохозяйственных машин им. Ухтомского с 1936 по 1941 года. Всего было произведено 7000 комбайнов

## СКАГ-6
Был построен в единственном экземпляре Ю. Я. Анвельтом на заводе НИИ механизации сельского хозяйства.

## СКАГ-7
Был построен в единственном экземпляре М. И. Григорьевым в мастерских ленинградского филиала НИИ механизации сельского хозяйства в 1934 году. Его модификация СКАГ-7А выпущена в количестве 10 штук на ленинградском Литейно-механическом заводе им. Котлякова в 1935 году.